# Iveagh
Iveagh qui dérive de l’irlandais « Uíbh Eachach » c'est-à-dire descendants d'Echu est le nom de plusieurs divisions territoriales historiques de l'actuel Comte de Down en Irlande du Nord. Originellement c'était le territoire, gaélique gouverné par les Uí Echach Cobo et une partie du royaume régional d'Ulaid. À partir du XIIe siècle les Magennises (Mag Aonghusa) furent les chefs d'Iveagh. Ils avaient le centre de leur pouvoir à Rathfriland et étaient intronisés à Knock Iveagh. A la suite de la guerre de Neuf Ans d'Irlande, les souverains d'Iveagh se soumettent à la couronne anglaise et leur domaine fut divisé entre eux. Iveagh devient une baronnie, qui fit plus tard partagée entre Iveagh Lower et Iveagh Upper. Le territoire d'Iveagh constituait également la base du diocèse de Dromore.

## Uí Echach Cobo
Le nom d'Iveagh dérive de celui d'une tribu de Cruithnes Uí Echach (irlandais: Uíbh Eachach), ou "descendants d' Echu", et se réfère a un ancien túath (district) irlandais. Il est également connu sous la forme Uí Echach Cobo (irlandais moderne: Uíbh Eachach Cobha, qui signifie Echu de Cobo), et est équivalent avec Uí Echach Uladh (Echu d'Ulster).Les Uí Echach étaient une tribu qui constituait l'ancien royaume Ulaid dans l'est de l'Ulster. Ils partageaient la royauté d'Ulaid avec le Dál Fiatach et leurs parents du Dál nAraidi. Les Uí Echach furent le plus importants sept des Cruthnes. 
Le nom Magh Cobha, signifie "plaine de Cobo", il semble être l'ancien nom d'Iveagh. Il persiste sous la forme de Moycove, la plus ancienne mention de ce nom se trouve dans la paroisse civile de Drumballyroney, où il correspond à un château édifié par les Anglo-Normands entre 1188–1261. Le point le plus élevé de la paroisse est les collines de Knock Iveagh (Cnoc Uí Echach), qui étaient le centre du pouvoir des Uí Echach.
Un autre forme Cuib existe ,avec le titre de "Roi" des Cuib/Cobo il fait sa première apparition dans les
Annales de Tigernach sous l'année 685, et dans les Annales d'Ulster en 735. La dernière mention dans les annales d'Ulster date de l'année 882, ensuite le terme est remplacé par ceux de Chef ou de Seigneur des Uí Echach. Les Uí Echach Cobo sont mentionnés dans les annales irlandaises de 551 à 1136, la dernière entrée indique que « Echri Ua-h-Aitteidh, seigneur de Ui-Eathach, a été tué par les Ui-Eathach eux-mêmes. »

### Echach Cobo
L'ancêtre des Uí Echach Cobo, Eochaid mac Condlai, descend de Fiachu Araide, le fondateur du Dál nAraidi. La lignée exacte est incertaine et plusieurs généalogies divergent.
Selon les Annales d'Ulster :
- 553 apr. J.-C., Eochu, ancêtre des "Ui Echach Ulad", est considéré comme le fils du roi d'Ulaid, Conlaed[5].

Selon les Généalogies de Rawlinson:
- La Genelach Dál Araide section: Echdach, fils de Condlae, fils de Cóelbad, fils de Cruind Ba Druí.
- La Genelach Úa n-Echach et Genelach Úa n-Echach Coba : les Uíbh Eachach Cobha sont les successeurs de Eocho/Echach Coba, fils de Cruind Ba Druí [6]
- La Genelach Mheg Aenghusu Indso , qui détaille le sept Mac Aenghusa des Uíbh Eachach Cobo: Echach, fils de Condlai, fils de Cóelbad Coba, fils de Cruind ba Drái, fils de Echach Coba (des Uibh Echach), fils de Lugdhach.

Les Laudes Généalogies et Histoires Tribales:
- Le Síl Fergusa: Echach, fils de Condlai, fils de Cóelbad Coba, fils de Cruind ba Drái, fils de Echach Coba, fils de Lugdhach.
- De genelach hÚa nEchach Coba : Echach, fils de Cruind ba drui, est présenté comme le progéniteur du "hÍ Echach", cependant avec la mention d'un Echach Coba, fils d'Aililla, fils de Fedlimthe.

### Rois des Uí Echach Cobo
- Echu , fils de Crond Ba Druí [7].
- Connal
- Fothad (mort en 552)
- Maine
- Sarán
- Mongán
- Áedán (mort en 616)
- Fergus mac Áedain (mort en 692) roi d'Ulaid
- Maël Cothaig
  - Feidelmid
  - Ailill (mort en 761)
  - Máel Bressail mac Ailello (mort en 825) roi d'Ulaid
- Bressal (mort en 685)
  - Conchobar
  - Domnall
  - Blathmac
  - Laigne
  - Aitíth mac Laigni (mort en 898) roi d'Ulaid